# Gare de Roulers
La gare de Roulers (en néerlandais station Roeselare) est une gare ferroviaire belge de la ligne 66, de Bruges à Courtrai, située à proximité du centre de la ville de Roulers dans la province de Flandre-Occidentale en Région flamande.
Elle est mise en service en 1847 par la Société des chemins de fer de la Flandre-Occidentale (FO). C'est une gare de la Société nationale des chemins de fer belges (SNCB) desservie par des trains InterCity (IC), Omnibus (L) et d’Heure de pointe (P).

## Situation ferroviaire
Établie à 20 mètres d'altitude, la gare de Roulers est située au point kilométrique (PK) 31,672 de la ligne 66, de Bruges à Courtrai, entre les gares ouvertes de Lichtervelde et d'Izegem. C'était une gare de bifurcation, origine de la ligne 64, de Roulers à Ypres (fermée).

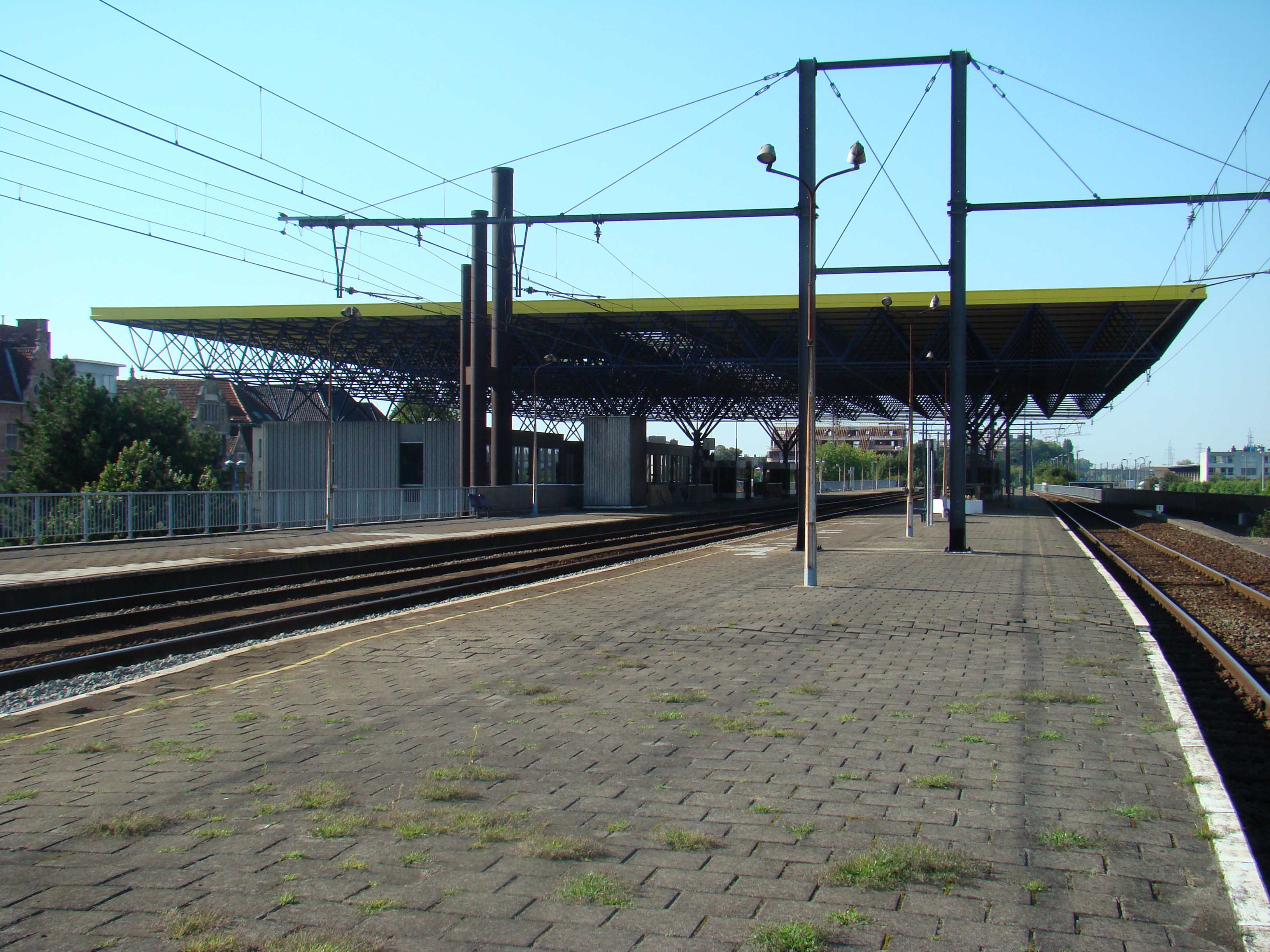
Intérieur de la gare.

## Histoire
La station de Roulers est mise en service le 31 mars 1847, par la Société des chemins de fer de la Flandre-Occidentale (FO), lorsqu'elle ouvre à l'exploitation la section de Lichtervelde à Roulers de sa ligne de Bruges à Courtrai. Elle devient une gare de passage avec l'ouverture de la section suivante de Roulers à Izegem, mise en service le 1er mai 1847.
Elle devient une gare de bifurcation avec l'ouverture à l'exploitation, par la compagnie FO, de la ligne de Rouleurs à Ypres le 12 avril 1868.
Elle redevient une gare de passage avec la fermeture du trafic voyageurs vers Ypres le 17 mai 1953 et du trafic marchandises le même jour, entre Roulers et Moorslede.

## Service des voyageurs

### Accueil
Gare SNCB, elle dispose d'un bâtiment voyageurs avec guichet, ouvert tous les jours. Des aménagements, équipements et services sont à la disposition des personnes à mobilité réduite. Elle est équipée d'automates pour l'achat de titres de transport, un buffet et un restaurant étant installés en gare.
Un souterrain permet la traversée des voies et le passage d'un quai à l'autre.

### Desserte
Roulers est desservie par des trains InterCity (IC), Omnibus (L) et d'Heure de pointe (P) de la SNCB, qui effectuent des missions sur la ligne commerciale 66 (Bruges - Courtrai) (voir brochure SNCB de la ligne 66).

#### Semaine
En semaine, Roulers possède deux dessertes cadencées à l'heure :
- des trains IC-23 effectuant le trajet Ostende - Bruges - Courtrai - Zottegem - Bruxelles-Midi - Bruxelles-Aéroport-Zaventem ;
- des trains IC-32 effectuant le trajet Bruges - Lichtervelde - Courtrai (sept de ces trains sont prolongés depuis ou vers Ostende).

Plusieurs trains supplémentaires d'heure de pointe se rajoutent en semaine :
- deux trains IC-12 reliant Ostende à Welkenraedt via Courtrai, Bruxelles, Louvain et Liège (les autres IC-12 ont leur terminus à Courtrai) ;
- un unique train P d’Ostende à Schaerbeek (tôt le matin) ;
- deux trains P de Courtrai à Bruges (le matin) et deux autres l’après-midi ;
- un train P de Bruges à Courtrai (le matin) et deux autres l’après-midi ;
- un unique train P de Roulers à Courtrai (tôt le matin).

#### Week-ends et fériés
Seuls circulent les trains IC-23 (toutes les heures) ainsi que les IC-32 (toutes les deux heures).

### Intermodalité
Un parc pour les vélos et un parking pour les véhicules y sont aménagés. Une gare routière permet la desserte par des bus, notamment par De Lijn.

## Comptage voyageurs
Ce graphique et tableau montre le nombre de voyageurs embarquant en moyenne durant la semaine, le samedi et le dimanche.
| Nombre de passagers qui embarquent à la gare de Roulers | Nombre de passagers qui embarquent à la gare de Roulers | Nombre de passagers qui embarquent à la gare de Roulers | Nombre de passagers qui embarquent à la gare de Roulers |
|                                                         | Semaine                                                 | Samedi                                                  | Dimanche                                                |
| ------------------------------------------------------- | ------------------------------------------------------- | ------------------------------------------------------- | ------------------------------------------------------- |
| 1977                                                    | 2 189                                                   | 757                                                     | 903                                                     |
| 1978                                                    | 2 504                                                   | 647                                                     | 806                                                     |
| 1979                                                    | 2 762                                                   | 699                                                     | 1 157                                                   |
| 1980                                                    | 2 715                                                   | 763                                                     | 1 005                                                   |
| 1981                                                    | 3 042                                                   | 767                                                     | 1 089                                                   |
| 1982                                                    | 3 024                                                   | 755                                                     | 1 156                                                   |
| 1983                                                    | 3 663                                                   | 765                                                     | 1 261                                                   |
| 1984                                                    | 2 961                                                   | 749                                                     | 1 194                                                   |
| 1985                                                    | 2 552                                                   | 862                                                     | 1 067                                                   |
| 1986                                                    | 2 356                                                   | 745                                                     | 975                                                     |
| 1987                                                    | 3 042                                                   | 812                                                     | 1 100                                                   |
| 1988                                                    | 3 011                                                   | 805                                                     | 1 266                                                   |
| 1989                                                    | 2 392                                                   | 806                                                     | 1 237                                                   |
| 1990                                                    | 2 408                                                   | 876                                                     | 1 297                                                   |
| 1991                                                    | 2 543                                                   | 867                                                     | 1 429                                                   |
| 1992                                                    | 2 810                                                   | 828                                                     | 1 493                                                   |
| 1993                                                    | 2 777                                                   | 1 088                                                   | 1 497                                                   |
| 1994                                                    | 3 009                                                   | 770                                                     | 1 422                                                   |
| 1995                                                    | 2 893                                                   | 816                                                     | 1 081                                                   |
| 1996                                                    | 2 696                                                   | 933                                                     | 791                                                     |
| 1997                                                    | 2 686                                                   | 963                                                     | 1 334                                                   |
| 1998                                                    | 2 854                                                   | 965                                                     | 1 279                                                   |
| 1999                                                    | 2 680                                                   | 968                                                     | 1 390                                                   |
| 2000                                                    | 2 905                                                   | 1 018                                                   | 1 483                                                   |
| 2001                                                    | 2 364                                                   | 942                                                     | 1 561                                                   |
| 2002                                                    | 2 687                                                   | 1 020                                                   | 1 480                                                   |
| 2003                                                    | 2 737                                                   | 1 152                                                   | 1 444                                                   |
| 2004                                                    | 2 876                                                   | 1 286                                                   | 1 931                                                   |
| 2005                                                    | 3 157                                                   | 1 490                                                   | 1 844                                                   |
| 2006                                                    | 3 233                                                   | 1 318                                                   | 1 847                                                   |
| 2007                                                    | 3 782                                                   | 1 406                                                   | 2 092                                                   |
| 2008                                                    | -                                                       | -                                                       | -                                                       |
| 2009                                                    | 3 819                                                   | 1 313                                                   | 1 690                                                   |
| 2010                                                    | -                                                       | -                                                       | -                                                       |
| 2011                                                    | -                                                       | -                                                       | -                                                       |
| 2012                                                    | 3 688                                                   | 1 314                                                   | 1 785                                                   |
| 2013                                                    | 3 449                                                   | 1 345                                                   | 1 701                                                   |
| 2014                                                    | 3 331                                                   | 1 481                                                   | 2 044                                                   |
| 2015                                                    | 3 066                                                   | 1 151                                                   | 1 331                                                   |
| 2016                                                    | 2 684                                                   | 1 059                                                   | 1 176                                                   |
| 2017                                                    | 2 821                                                   | 1 536                                                   | 1 792                                                   |
| 2018                                                    | 2 720                                                   | 805                                                     | 1 026                                                   |
| 2019                                                    | 2 787                                                   | 882                                                     | 1 120                                                   |
| 2020                                                    | 1 990                                                   | 892                                                     | 853                                                     |
| 2021                                                    | -                                                       | -                                                       | -                                                       |
| 2022                                                    | 2 523                                                   | 852                                                     | 1 375                                                   |
| 2023                                                    | 2 846                                                   | 1 084                                                   | 1 091                                                   |
| 2024                                                    | 3 052                                                   | 1 402                                                   | 1 574                                                   |

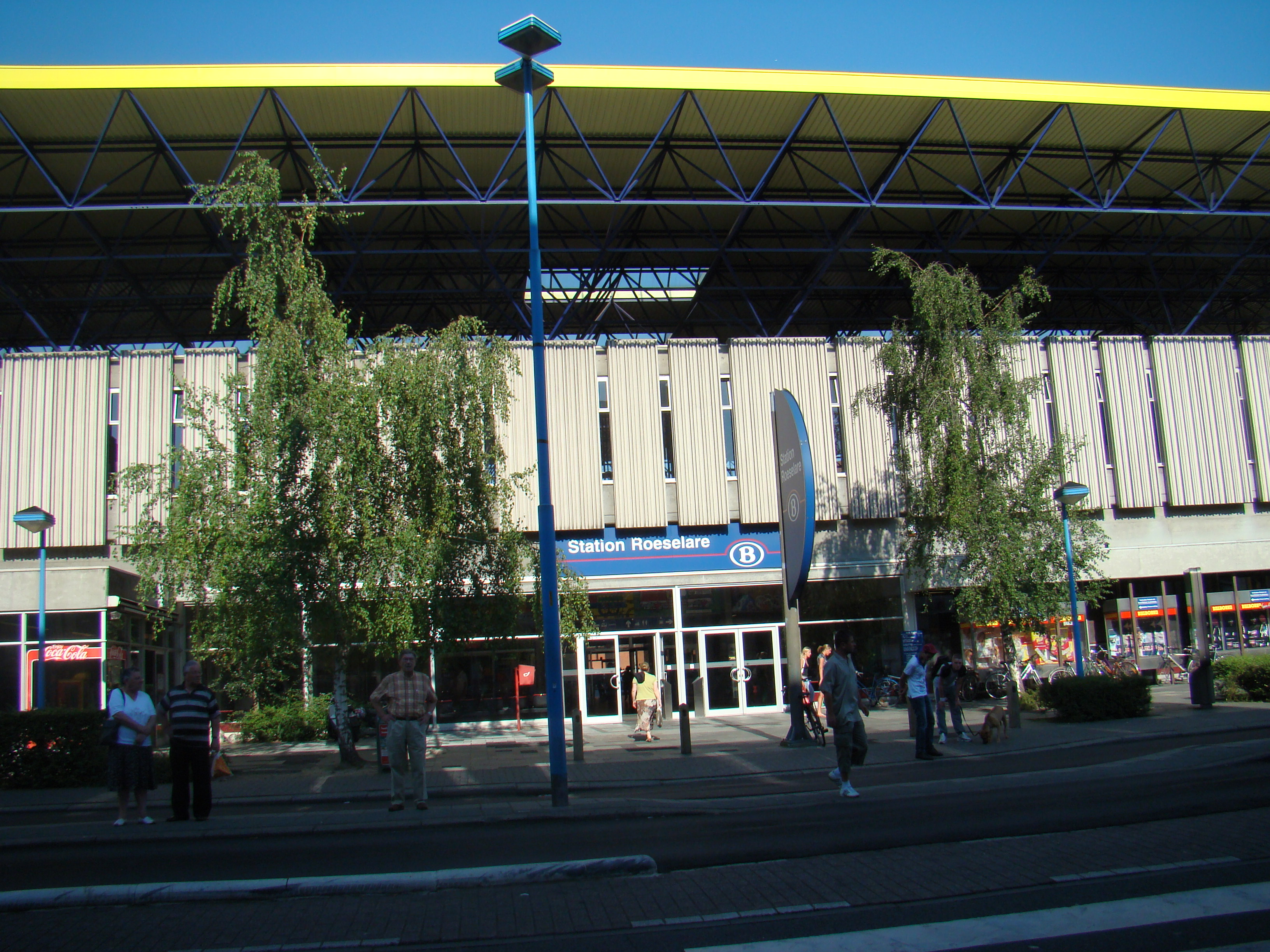
Entrée.
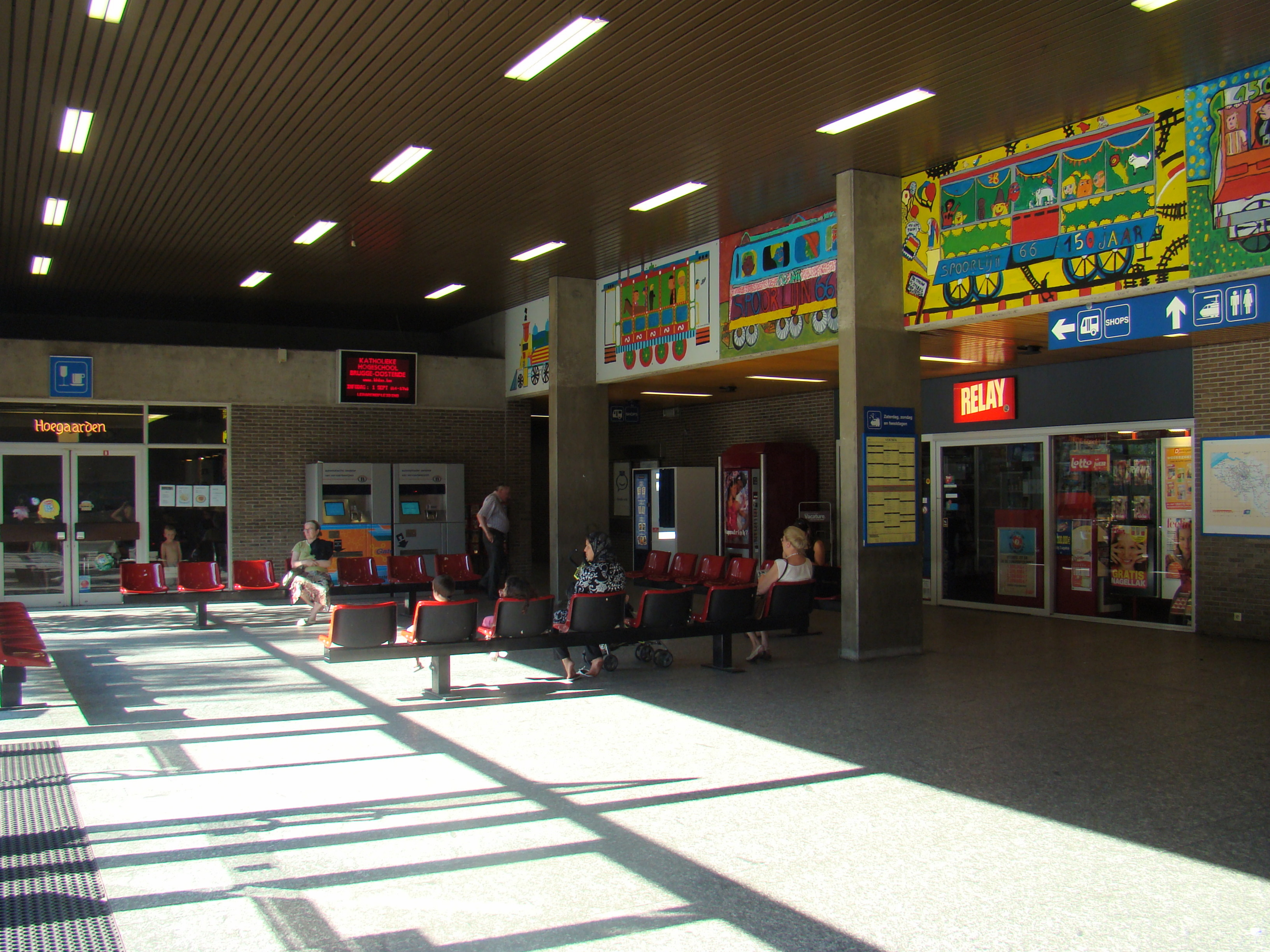
Hall.
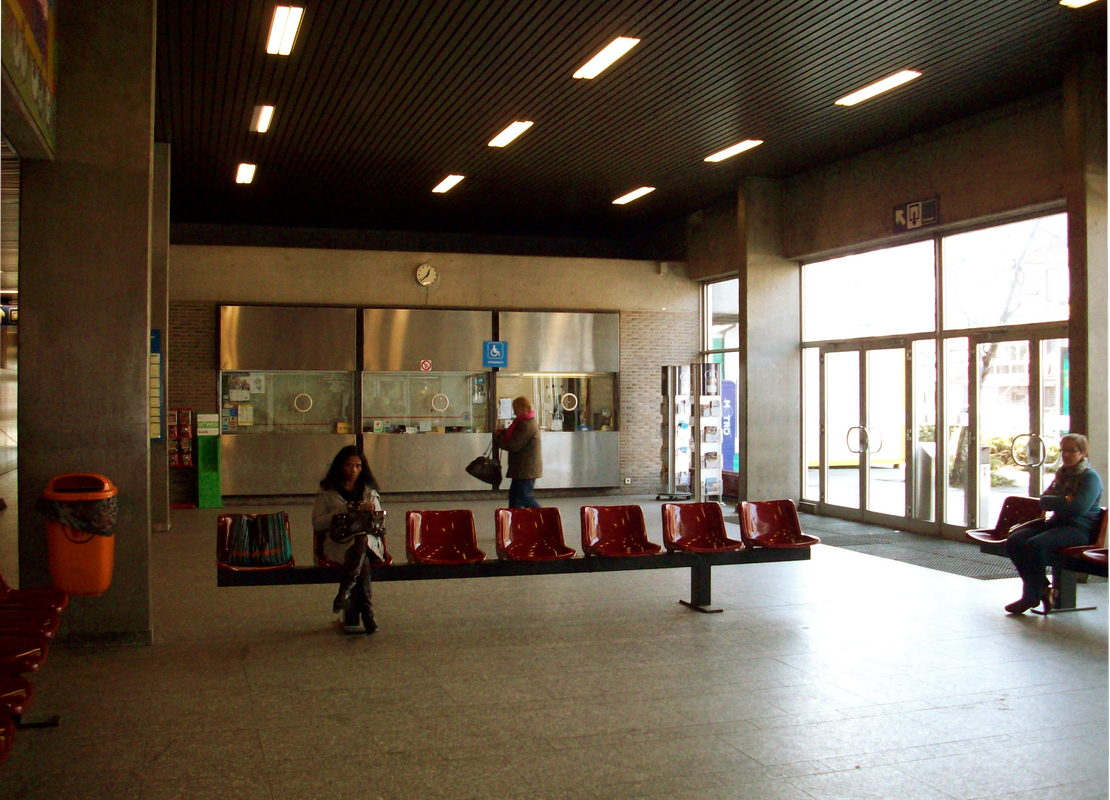
Guichets.
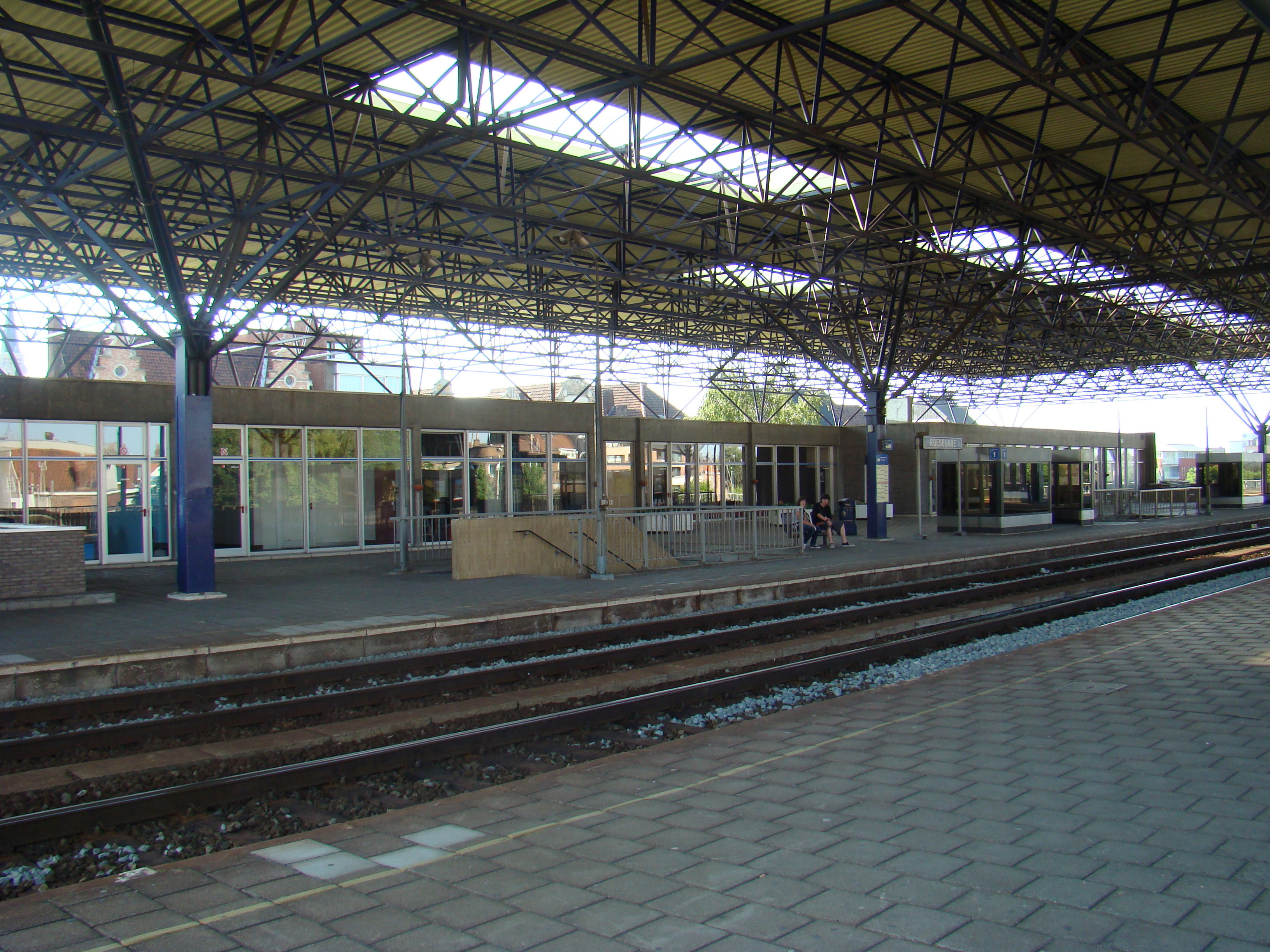
Intérieur, voie et quai.